# Circleville (Ohio)
Circleville ist eine City am Scioto River im Pickaway County im amerikanischen Bundesstaat Ohio, etwa 20 km südlich von Columbus. Circleville hat 13.927 Einwohner (Stand der Volkszählung von 2020) und ist Sitz der Verwaltung des Pickaway County.
In Circleville befinden sich eine Reihe denkmalgeschützter Gebäude (aus der Zeit der Besiedlung Ohios durch Weiße) und Bodendenkmäler (aus der Hopewell-Kultur), die in das National Register of Historic Places (NRHP) aufgenommen wurden.

## Geschichte
Als Circleville 1810 gegründet wurde, befanden sich am Ort mehrere prähistorische Siedlungsspuren aus der Hopewell-Kultur, darunter eine quadratische und eine kreisförmige Wallanlage. Die kreisförmige Wallanlage war von zwei konzentrischen Erdwällen umgeben, jeweils etwa 6 m hoch. Zwischen den Wällen befand sich ein tiefer Graben. Von der Wallanlage war ein quadratischer Platz umschlossen, den ein weiterer Wall von 3 m Höhe umgab. Acht Durchbrüche in diesem innersten Wall führten auf den Platz.
Auch wenn die prähistorische Anlage 1810 nur noch teilweise erhalten war, diente sie als Grundriss der Stadt: diese wurde um einen kreisförmigen öffentlichen Platz angelegt. In der Mitte des Platzes wurde ein Gerichtsgebäude mit oktogonalem Grundriss errichtet. Zwei Straßen bildeten konzentrische Kreise mit dem Platz als Kreismittelpunkt. Vom Platz führten vier Straßen speichenförmig von der Mitte der Stadt weg. Das Gerichtshaus wurde 1841 durch ein Feuer zerstört. 1846 wurde die kreisförmige Anlage der Stadt von den Bürgern verworfen, und durch ein konventionelles Grid-Muster ersetzt. Heute sind nur noch einige wenige Gebäude erhalten, deren Grundriss Kreissegmente enthält. Der Name der Stadt (Circle = Kreis) leitet sich von der für die Vereinigten Staaten recht ungewöhnlichen ursprünglichen Form des Stadtplans ab.
Einer der Gründerväter der Stadt war ein gewisser George W. Hitler (1845–?), dessen Vorfahren in der Mitte des 18. Jahrhunderts in die USA einwanderten. Von einer Verwandtschaft mit Adolf Hitler ist nichts bekannt. Die Nachfahren von George W. Hitler bildeten eine wichtige Familie am Ort. Nach der Familie wurden drei Straßen (Hitler No. 1 Road, Hitler No. 2 Road und Huber-Hitler Road) und ein Friedhof (Hitler-Ludwig Cemetery) benannt, die auch heute noch so heißen.

## Persönlichkeiten
- Caleb Atwater (1778–1867), Rechtsanwalt und Archäologe, Mitglied des Repräsentantenhaus von Ohio. Beschrieb als einer der ersten die Siedlungsspuren aus der Hopewell- und Adena-Kultur im Ohio Valley
- John Cradlebaugh (1819–1872), erster Abgeordneter für das Nevada Territory im US-Kongress
- Conchata Ferrell (1943–2020), Filmschauspielerin (wuchs in Circleville auf)
- Ted Lewis (1890–1971), Jazzmusiker, Bandleader und Entertainer
- Lee Moore (1914–1997), Country-Musiker
- Jack Sensenbrenner (1902–1991), Bürgermeister von Columbus (OH) von 1954 bis 1960 und von 1964 bis 1972 (wurde in Circleville geboren)
- Sammy Stewart (1894–1960), Jazzmusiker
- Kohl Sudduth (* 1974), Filmschauspieler (wuchs in Circleville auf)